# WordPad
Wordpad là một chương trình xử lý văn bản cơ bản, được phát hành kèm theo trong hầu hết các phiên bản của Windows từ  Windows 95 đến Windows 11 phiên bản 23H2. Nó thật sự cao cấp hơn (về mặt tính năng) so với Notepad nhưng đơn giản hơn nhiều so với phần mềm Word trong bộ Microsoft Works (cần tránh nhầm lẫn với Microsoft Office) và Microsoft Word trong Microsoft Office. Nó được Microsoft phát hành để thay thế Microsoft Write. Microsoft đã loại bỏ Wordpad trong Windows 11 phiên bản 24H2 và từ đó không có phiên bản kế nhiệm nào nữa.

## Tính năng

Ảnh chụp màn hình làm việc của WordPad trên Windows 7 bằng tiếng Việt

Wordpad có thể định dạng và in các văn bản, bao gồm các chức năng định dạng phổ biến như làm chữ đậm (Bold), nghiêng (Italic), và căn giữa (Centered) và đổ màu cho chữ, nhưng lại thiếu một số tính năng trung cấp như kiểm tra chính tả, từ điển, và tạo bảng biểu. Wordpad có thể đọc và lưu được rất nhiều văn bản phong phú (RTF) tuy rằng nó không thể tự tạo ra bảng biểu, các đường gạch, các chỉ số trên dưới, cũng như "thêm" màu sắc, màu nền văn bản, danh sách đánh số, thụt lề trái phải và chèn địa chỉ liên kết cũng như canh khoảng cách dòng. Một trong những ưu điểm của nó là sử dụng rất ít tài nguyên hệ thống, thiết kế đơn giản, và chạy nhanh. Thông thường, khi một tài liệu được sao chép và dán từ một tệp HTML trên internet, hầu hết hoặc tất cả thành phần của nó sẽ được tự động chuyển đổi thành RTF (mặc dù điều này phụ thuộc một phần vào trình duyệt web). Như vậy, WordPad rất thích hợp cho những người thường xuyên ghi chú, viết thư và truyện... để sử dụng trong máy tính bảng, máy tính và điện thoại thông minh. Tuy nhiên, Wordpad là không đủ mạnh để thực hiện những công việc phụ thuộc nhiều vào đồ họa hoặc sắp chữ theo hầu hết các yêu cầu của ngành công nghiệp xuất bản trong việc dựng hình các bản sao chính thức (trước khi in).
WordPad nguyên bản hỗ trợ RTF, mặc dù nó không hỗ trợ tất cả các tính năng được xác định trong đặc điểm kỹ thuật của RTF/Word 2007. Các phiên bản trước đây của WordPad cũng hỗ trợ định dạng "Word cho Windows 6.0", mà là tương thích trước với các định dạng của Microsoft Word.
Trong Windows 95, 98 và Windows 2000, nó sử dụng các trình kiểm soát Microsoft RichEdit phiên bản 1.0, 2.0 và 3.0 tương ứng. Ở Windows XP SP1 và những phiên bản sau này, nó sử dụng RichEdit phiên bản 4. 1.
WordPad cho Windows XP đã hỗ trợ đầy đủ mã hóa Unicode, giúp người dùng có thể soạn thảo tài liệu trong nhiều ngôn ngữ. Tuy vậy, UTF-16/UCS-2, Big Endian vẫn không được hỗ trợ. Người dùng có thể dùng nó để mở các tài liệu Microsoft Word (phiên bản 6.0-2003) mặc dù khi mở ra, WordPad không thể hiển thị đầy đủ định dạng có trong tài liệu.DOC gốc. Không như ở các phiên bản WordPad cũ, người dùng không thể lưu các tập tin trong định dạng.doc (chỉ lưu được cái tập tin có định dạng.txt hoặc .rtf). Từ Windows XP SP2 về sau, Microsoft đã ngừng hỗ trợ tập tin dạng .WRI vì lý do an ninh.
Windows XP Tablet PC Edition SP2 và Windows Vista đi kèm với nhận dạng giọng nói, và do đó người dùng có thể đọc để nhập nội dung vào WordPad. Ở những phiên bản Windows về sau, tính năng kiểm soát RichEdit đã được thêm vào, nên WordPad cũng hỗ trợ mở rộng các dịch vụ của bên thứ ba (như kiểm tra chính tả và ngữ pháp) sử dụng các Khung dịch vụ văn bản (TSF).
Ở Windows Vista, Microsoft đã bỏ tính năng đọc các tài liệu.DOC  vì các vấn đề về định dạng khi hiển thị, cũng như một vài báo cáo về bảo mật của Microsoft là phát hiện ra một lỗ hổng nguy hiểm khi mở các file Word bằng WordPad. Để đọc các tài liệu trong định dạng cũ (97-2003) cũng như mới (Office Open XML), Microsoft khuyến cáo người dùng nên sử dụng Word Viewer (được Microsoft phát hành miễn phí). Và ngay sau đó, ở Windows 7,  Office Open XML và ODF đã được hỗ trợ.
Microsoft đã cập nhật giao diện người dùng cho WordPad trong Windows 7, từ lúc đó WordPad sở hữu giao diện phong cách ribbon như ở Microsoft Office 2010, thay thế các thực đơn ứng dụng và thanh công cụ. Trong những ứng dụng khác đi kèm Windows, Paint cũng có giao diện tương tự.
WordPad đã được port lên Windows Store trong tháng 6 năm 2016 và có sẵn trong Windows 10 build 14372 về sau. Như vậy, nó có thể được cập nhật mà không cần can thiệp vào lõi của Windows. Hiện tại, WordPad có số build là 0.0.1.0 và nó trông giống hệt với phiên bản gốc, nhưng nó đã hơi khác một chút ở biểu tượng trong menu Start và có thể nhận các cập nhật tiếp theo trong tương lai. Nếu phiên bản này được tách khỏi registry, Windows sẽ khởi động nhanh hơn cũng như ít lỗi phát sinh hơn.

## Lịch sử
WordPad được giới thiệu trong cửa Windows 95, thay thế Microsoft Write ở những phiên bản trước (Windows 3.11 vê trước). Mã nguồn của WordPad cũng đã được phân phối bởi Microsoft như một ứng dụng mẫu cho Microsoft Foundation Classes với MFC 3.2. Sau đó, không lâu trước ngày phát hành Windows 95, Người ta vẫn có thể tải nó về từ trang web MSDN.
Font chữ mặc định được sử dụng trong suốt từ Windows 95 tới Windows Vista là Arial 10, sau đó ở Windows 7, nó được đổi lại thành Calibri 11.
Một chương trình xử lý văn bản khác cũng được gọi là WordPad được cung cấp trong một số thiết bị chạy Windows CE cài sẵn, có chức năng đơn giản như phiên bản WordPad ở máy tính để bàn, nhưng biểu tượng giống như của Microsoft Word đời đầu.

### Loại bỏ
Vào tháng 9 năm 2023, Microsoft đã thông báo rằng WordPad sẽ bị xóa khỏi "bản phát hành Windows trong tương lai", khuyến nghị sử dụng Notepad và Microsoft Word. Vào tháng 1 năm 2024, WordPad không còn được tự động cài đặt sau khi cài đặt sạch hệ điều hành với bản phát hành Canary của Windows 11 Build 26020 Insider Preview. Hơn nữa, Microsoft tuyên bố rằng WordPad sẽ chính thức bị xóa trong các bản cập nhật trong tương lai và sẽ không khả dụng để cài đặt lại. Microsoft khuyến nghị sử dụng Microsoft Word cho các tài liệu văn bản có định dạng như .doc và .rtf, trong khi Notepad được đề xuất cho các tài liệu văn bản thuần túy như .txt.